# Військово-морські сили Пакистану
Військово-морські сили Пакистану (урду پاک بحریہ‎ Pak Bahr’ya, англ. Pakistan Navy) - один з родів Збройних сил Пакистану чисельність якого складає близько 24000 осіб та ще 5000 у резерві.

## Організаційна структура
ВМС Пакистану включають до свого складу:
- Командування
- Надводні та підводні сили
- Морська авіація
- Підрозділ берегової охорони
- Морська піхота
- Група спеціального призначення командос

## Оновлення надводних сил

### Співпраця з Damen
У червні 2017 року між Міністерством оборони Пакистану та групою Damen був підписаний контракт на будівництво патрульних кораблів Damen OPV 1900. Весною 2018 року у Румунії на суднобудівній верфі Damen Shipyards Galati у Румунії розпочалось будівництво першого корабля проєкту OPV1900 для ВМС Пакистану.
У травні 2019 року на суднобудівному підприємстві Damen Shipyard в місті Галац на Дунаї відбулась офіційна церемонія спуску на воду першого корвету для ВМС Пакистану іменованого PNS Yarmook (F 271). Другий корабель PNS Tabuk (F 272)  спустили на воду у вересні 2019 року.
13 лютого 2020 року у румунському порту Константа, Пакистан ввів до складу національного флоту корвет PNS Yarmook (F 271).
В листопаді 2020 року Військово-морські сили Пакистану ввели в експлуатацію корвет PNS Tabuk (F 272) проєкту OPV 1900.
Обидва кораблі спускали на воду без озброєння, яке встановлюватимуть на суднобудівні верфі Karachi Shipyard & Engineering Works Ltd. (KSEW) у Пакистані. 

### Співпраця з Туреччиною
У липні 2018 року Туреччина перемогла у тендері на побудову нових корветів для Військово-морських сил Пакистану із пропозицією кораблів проєкту MILGEM.ВМС Пакистану мають отримати чотири нових корвети, два з яких буде побудовано на суднобудівному підприємстві Istanbul Naval Shipyard у Стамбулі та ще два у Пакистані. Які будуть передані до флоту у 2023 та 2024 роках відповідно.

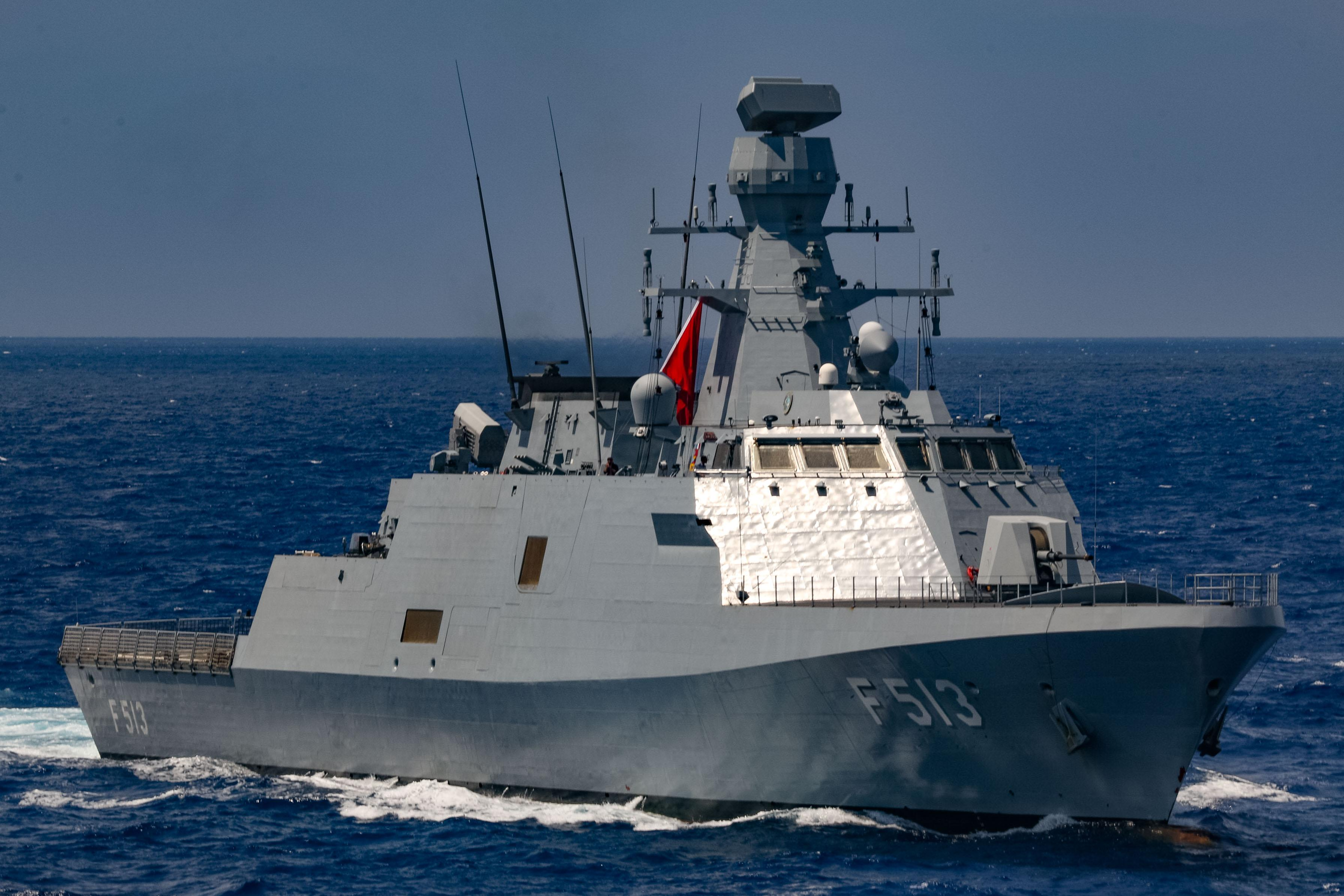
Корвет TCG Burgazada ВМС Туреччини проєкту MILGEM

Замовлені кораблі матимуть водотоннажність 1950 тонн та завдовжки 90 метрів. Матимуть змогу приймати гелікоптер середнього розміру, а також здійснювати патрулювання.
У вересні 2019 року в Туреччині, на суднобудівному підприємстві Istanbul Shipyard, відбулась церемонія різки першої сталі для першого корвету проекту MILGEM в інтересах ВМС Пакистану.
У травні 2021 року на підприємстві Istanbul Naval Shipyard в Стамбулі відбулася церемонія закладки кіля другого корвету проекту MILGEM, що будується для ВМС Пакистану.
15 червня 2021 року на суднобудівному заводі Karachi Shipyard & Engineering Works у Карачі в Пакистані відбулось перше різання сталі для майбутнього корабля ВМС Пакистану, а на початку листопада 2021 року заклали кіль корабля.
15 серпня 2021 року на підприємстві Istanbul Naval Shipyard в Стамбулі відбулася церемонія спуску на воду головного корвета PNS Babur (F280) для ВМС Пакистану.

### Співпраця з Китаєм

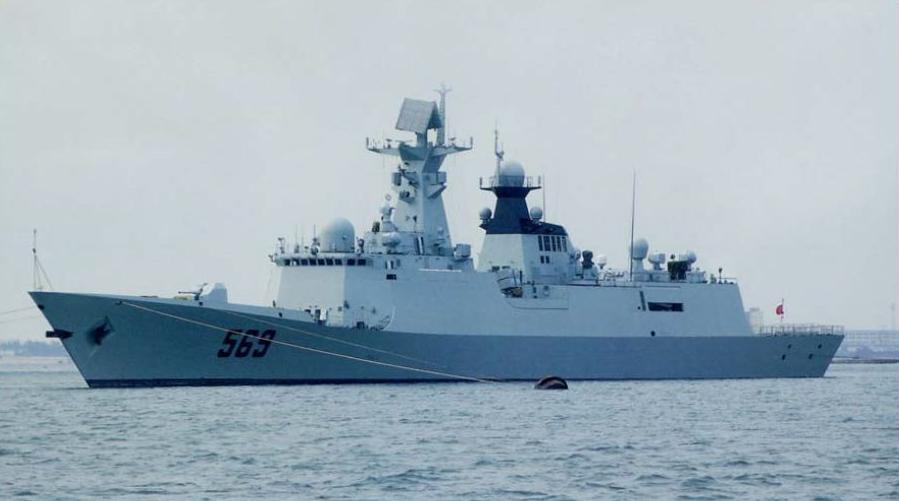
Китайський фрегат Jiangkai II проєкту Type 054A

Всього до 2021 року Китай має побудувати для Пакистану 4 фрегати проєкту Type 054A відповідно до контрактів 2017 і 2018 років.
Повна водотоннажність кораблів цієї серії – 4053 тонни, довжина корпусу – 134 метри, ширина – 16 метрів. Швидкість – до 29 вузлів. Дальність плавання – 3800 миль. Екіпаж – 190 осіб.
Фрегати озброєні вертикальною системою запуску з 32 осередками для зенітних ракет класу HQ-16, двома пусковими установками по чотири протикорабельні ракети YJ-83, 100-мм артустановкою, чотирма зенітно-артилерійськими комплексами CIWS і двома торпедними апаратами калібру 324 мм.
У серпні 2020 року на суднобудівної верфі Hudong Zhonghua Shipyard в Шанхаї відбулася церемонія спуску на воду першого корабля проєкту Type 054А, побудованого для ВМС Пакистану. Його передали Військово-морським силам Пакистану у листопаді 2021 року.
23 березня 2020 року на судноверфі «Худун Чжунхуа» (Hudong Zhonghua) в Шанхаї відбулася закладка кілю другого фрегату Type 054A для Пакистану.
1 травня 2021 у Китаї заклали третій фрегат проєкту Type 054A для Військово-морських сил Пакистану, а спустили на воду у травні 2021 року .

## Оновлення морської авіації
У вересні 2021 року в Пакистані відбулася церемонія введення в експлуатацію першого сучасного двомоторного реактивного літака дальнього морського патрулювання створеного на базі бразильського літака Embraer Lineage 1000.